# Dorylus rufescens
Dorylus rufescens é uma espécie de formiga do gênero Dorylus.